# 圣蒂里安
圣蒂里安（法語：Saint-Thurien，法語發音：[sɛ̃ tyʁjɛ̃]）是法国菲尼斯泰尔省的一个市镇，属于坎佩尔区。

## 地理
圣蒂里安（47°57'33"N, 3°37'25"W）面积21.41 平方千米，位于法国布列塔尼大區菲尼斯泰尔省，该省份为法国最西部的省份，位于布列塔尼半岛西部，北西南三面环大西洋，东临阿摩尔滨海省和莫尔比昂省。
与圣蒂里安接壤的市镇（或旧市镇、城区）包括：吉斯克里夫、巴纳莱克、梅拉克、凯里安、斯凯尔。

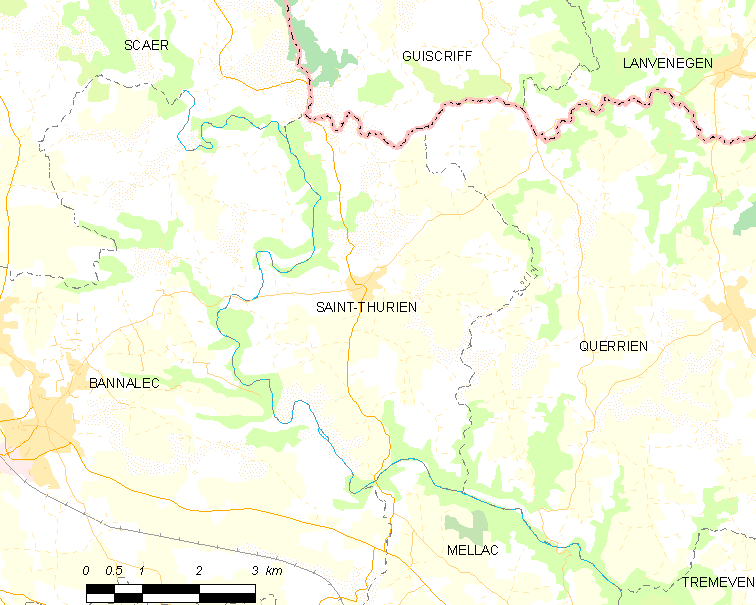
圣蒂里安的OSM定位图

圣蒂里安的时区为UTC+01:00、UTC+02:00（夏令时）。

## 行政
圣蒂里安的邮政编码为29380，INSEE市镇编码为29269。

## 政治
圣蒂里安所属的省级选区为坎佩莱县。

## 人口

1962-2008年间圣蒂里安人口变化图示

圣蒂里安于2022年1月1日时的人口数量为1005人。